# Olympische Sommerspiele 2012/Schwimmen – 200 m Lagen (Männer)
Der Wettbewerb über 200 Meter Lagen der Männer bei den Olympischen Spielen 2012 in London wurde am 1. und 2. August 2012 im London Aquatics Centre ausgetragen. 36 Athleten nahmen daran teil. 
Es fanden fünf Vorläufe statt. Die 16 schnellsten Schwimmer aller Vorläufe qualifizierten sich für die zwei Halbfinals, die am gleichen Tag ausgetragen wurden. Auch hier qualifizierten sich die Finalteilnehmer über die acht schnellsten Zeiten beider Halbfinals.
Abkürzungen: WR = Weltrekord, OR = olympischer Rekord, NR = nationaler Rekord, PB = persönliche Bestleistung, JWB = Jahresweltbestzeit

## Bestehende Rekorde
| Weltrekord         | Ryan Lochte ( Vereinigte Staaten)    | 1:54,00 min | Shanghai, Volksrepublik China | 28. Juli 2011   |
| Olympischer Rekord | Michael Phelps ( Vereinigte Staaten) | 1:54,23 min | Peking, Volksrepublik China   | 15. August 2008 |

## Titelträger
| Olympiasieger     | Michael Phelps ( Vereinigte Staaten) | 1:54,23 min | Peking 2008   |
| Weltmeister       | Ryan Lochte ( Vereinigte Staaten)    | 1:54,00 min | Shanghai 2011 |
| Europameister     | László Cseh ( Ungarn)                | 1:56,66 min | Debrecen 2012 |
| Deutscher Meister | Markus Deibler                       | 1:57,82 min | Berlin 2012   |

## Vorlauf

### Vorlauf 1
1. August 2012
| Platz | Name              | Nation                  | Zeit        | Anmerkung |
| ----- | ----------------- | ----------------------- | ----------- | --------- |
| 1     | Jeong Won-yong    | Südkorea                | 2:03,33 min |           |
| 2     | Maksym Schemberew | Ukraine                 | 2:03,40 min |           |
| 3     | Nuttapong Ketin   | Thailand                | 2:03,91 min |           |
| 4     | Ensar Hajder      | Bosnien und Herzegowina | 2:05,70 min |           |

### Vorlauf 2
1. August 2012
| Platz | Name                | Nation       | Zeit        | Anmerkung |
| ----- | ------------------- | ------------ | ----------- | --------- |
| 1     | Andrew Ford         | Kanada       | 2:00,28 min |           |
| 2     | Raphaël Stacchiotti | Luxemburg    | 2:00,38 min |           |
| 3     | Bradley Ally        | Barbados     | 2:00,85 min |           |
| 4     | Alexander Tichonow  | Russland     | 2:01,00 min |           |
| 5     | Martin Liivamägi    | Estland      | 2:01,09 min |           |
| 6     | Andreas Vazaios     | Griechenland | 2:01,23 min |           |
| 7     | David Karasek       | Schweiz      | 2:01,35 min | NR        |
| 8     | Taki M'Rabet        | Tunesien     | 2:01,41 min |           |

### Vorlauf 3
1. August 2012
| Platz | Name            | Nation         | Zeit        | Anmerkung |
| ----- | --------------- | -------------- | ----------- | --------- |
| 1     | László Cseh     | Ungarn         | 1:57,20 min |           |
| 2     | James Goddard   | Großbritannien | 1:58,56 min |           |
| 3     | Chad le Clos    | Südafrika      | 1:59,45 min |           |
| 4     | Joseph Roebuck  | Großbritannien | 2:00,04 min |           |
| 5     | Diogo Carvalho  | Portugal       | 2:00,40 min |           |
| 6     | Marcin Cieślak  | Polen          | 2:00,45 min |           |
| 7     | Darian Townsend | Südafrika      | 2:00,67 min |           |
| 8     | Wang Shun       | China          | 2:00,85 min |           |

### Vorlauf 4
1. August 2012
| Platz | Name             | Nation             | Zeit        | Anmerkung |
| ----- | ---------------- | ------------------ | ----------- | --------- |
| 1     | Kosuke Hagino    | Japan              | 1:58,22 min |           |
| 2     | Michael Phelps   | Vereinigte Staaten | 1:58,24 min |           |
| 3     | Markus Rogan     | Österreich         | 1:58,66 min |           |
| 4     | Ken Takakuwa     | Japan              | 1:58,82 min |           |
| 5     | Federico Turrini | Italien            | 2:00,63 min |           |
| 6     | Philip Heintz    | Deutschland        | 2:01,32 min |           |
| 7     | Wu Peng          | China              | 2:01,43 min |           |
| 8     | Jayden Hadler    | Australien         | 2:01,54 min |           |

### Vorlauf 5
1. August 2012
| Platz | Name                | Nation             | Zeit        | Anmerkung |
| ----- | ------------------- | ------------------ | ----------- | --------- |
| 1     | Ryan Lochte         | Vereinigte Staaten | 1:58,03 min |           |
| 2     | Thiago Pereira      | Brasilien          | 1:58,31 min |           |
| 3     | Markus Deibler      | Deutschland        | 1:58,61 min |           |
| 4     | Henrique Rodrigues  | Brasilien          | 1:59,37 min |           |
| 5     | Gal Nevo            | Israel             | 1:59,56 min |           |
| 6     | Daniel Tranter      | Australien         | 1:59,70 min |           |
| 7     | Vytautas Janušaitis | Litauen            | 1:59,84 min |           |
| 8     | Dávid Verrasztó     | Ungarn             | 2:04,53 min |           |

## Halbfinale

### Lauf 1
1. August 2012
| Platz | Name                | Nation             | Zeit        | Anmerkung          |
| ----- | ------------------- | ------------------ | ----------- | ------------------ |
| 1     | Ryan Lochte         | Vereinigte Staaten | 1:56,13 min |                    |
| 2     | Michael Phelps      | Vereinigte Staaten | 1:57,11 min |                    |
| 3     | James Goddard       | Großbritannien     | 1:58,49 min |                    |
| 4     | Gal Nevo            | Israel             | 1:59,17 min |                    |
| 5     | Henrique Rodrigues  | Brasilien          | 1:59,58 min |                    |
| 6     | Vytautas Janušaitis | Litauen            | 2:00,13 min |                    |
| 7     | Andrew Ford         | Kanada             | 2:01,58 min |                    |
| —     | Markus Rogan        | Österreich         | DSQ         | technischer Fehler |

Rogan wurde disqualifiziert, weil er beim Wechsel von der Rücken- zur Brustlage einen nicht erlaubten Delfinbeinschlag machte.

### Lauf 2
1. August 2012
| Platz | Name           | Nation         | Zeit        | Anmerkung |
| ----- | -------------- | -------------- | ----------- | --------- |
| 1     | László Cseh    | Ungarn         | 1:56,74 min |           |
| 2     | Thiago Pereira | Brasilien      | 1:57,45 min |           |
| 3     | Kosuke Hagino  | Japan          | 1:57,95 min |           |
| 4     | Ken Takakuwa   | Japan          | 1:58,31 min |           |
| 5     | Chad le Clos   | Südafrika      | 1:58,49 min |           |
| 6     | Markus Deibler | Deutschland    | 1:58,88 min |           |
| 7     | Joseph Roebuck | Großbritannien | 1:59,57 min |           |
| 8     | Daniel Tranter | Australien     | 2:00,46 min |           |

Chad le Clos verzichtete auf die Finalteilnahme, um sich auf die 100 Meter Schmetterling, deren Vorläufe und Halbfinals am Tage des Lagenfinales stattfinden, zu konzentrieren. Dadurch konnte Markus Deibler, der die nächstschnellste Zeit schwamm, am Finale teilnehmen.

## Finale
2. August 2012, 20:19 Uhr MEZ
| Platz | Name           | Nation             | Zeit        | Anmerkung |
| ----- | -------------- | ------------------ | ----------- | --------- |
| 1     | Michael Phelps | Vereinigte Staaten | 1:54,27 min |           |
| 2     | Ryan Lochte    | Vereinigte Staaten | 1:54,90 min |           |
| 3     | László Cseh    | Ungarn             | 1:56,22 min |           |
| 4     | Thiago Pereira | Brasilien          | 1:56,74 min |           |
| 5     | Kosuke Hagino  | Japan              | 1:57,35 min |           |
| 6     | Ken Takakuwa   | Japan              | 1:58,53 min |           |
| 7     | James Goddard  | Großbritannien     | 1:59,05 min |           |
| 8     | Markus Deibler | Deutschland        | 1:59,10 min |           |

Michael Phelps ist damit der erste männliche Schwimmer der olympischen Geschichte, dem ein Dreifachsieg in Folge in einer Disziplin gelingt.

Phelps, Lochte und Cseh standen schon 2008 in Peking in dieser Disziplin auf dem Podest, allerdings in veränderter Reihenfolge. Damals gewann Phelps vor Cseh und Lochte. Es war das erste Mal bei olympischen Schwimmwettbewerben, dass alle drei Medaillengewinner wieder aufs Podest kamen.

Zum ersten Mal kamen alle Finalisten in einer Zeit unter zwei Minuten ins Ziel.